# Nedko Solakov
Nedko Solakov (Tsjerven Brjag, 28 december 1957) is een Bulgaarse kunstenaar. Zijn werk bestaat uit tekeningen, schilderijen, performance art en installaties. Hij woont in en werkt vanuit Sofia.

## Biografie
In 1981 studeerde hij af aan de kunstacademie van Sofia, met als richting muurschildering. In 1985 en 1986 studeerde hij vervolgens aan het Hoger Instituut voor Schone Kunsten in Antwerpen. Vanaf de jaren 90 ontving hij beurzen om werk te produceren in Zürich, Wenen, Berlijn, Stockholm en Kitakyushu. 
Zijn eerste solotentoonstelling vond plaats in 1981 in de galerie "Rakovski 108" in Sofia, en zijn eerste tentoonstelling buiten Bulgarije was in Villa Merkel in Esslingen am Neckar, Duitsland.  
Tussen 1990 en 2010 heeft Solakov met regelmaat meegewerkt aan belangrijke tentoonstellingen zoals de documenta 12 (2007) en 13 (2012), de Biënnale van Venetië (1993, 1999, 2001, 2003 en 2007), de Moskou Biënnale (2007) en de Istanboel Biënnale (1992, 1995 en 2005). Voor zijn laatste deelname aan de Biënnale van Venetië kreeg hij een eervolle vermelding van de jury. Zijn activiteit bij deze tentoonstellingen hebben er voor gezorgd dat hij international een van de meest bekende Bulgaarse kunstenaars is van zijn generatie.

## Werk
Het werk van Solakov bevat meerdere media- en kunstgenres, vaak samengevoegd in ruimtelijke installaties. Solakov maakt gebruik van videokunst, tekenkunst, schilderkunst en digitale kunst.  Hij gebruikt vaak een ironische en metaforische stijl om de rol en tegenstrijdigheden van de kunstenaar en zijn werk in de samenleving te analyseren. Een veelgebruikte techniek zijn kleine handgeschreven notities en/of tekeningen die Solakov op de wanden van tentoonstellingsruimten aanbrengt. Vaak voegt hij deze muurteksten toe om commentaar te leveren op de directe omgeving, institutionele en sociale omgeving. Het kan ook refereren aan de objectiviteit van de kunstenaar tijdens het maken van het werk.
Solakov wordt soms beschreven als een conceptueel of post-conceptueel kunstenaar. Zijn conceptuele benadering van kunst is gebaseerd op verhalen. In plaats van zijn werk te ordenen volgens de klassieke regels voor compositie, doet Solakov dit aan de hand van verhaallijnen. De verhalen die hij vertelt zijn echter niet lineair maar multi-directioneel: de bezoeker loopt bijvoorbeeld door een installatie en kijkt op basis van waar hij naar kijkt verschillende delen van het verhaal mee.